# Перлин, Юрий Евгеньевич
Ю́рий Евге́ньевич Пе́рлин (17 сентября 1917, Кирсанов, Тамбовская губерния — 10 марта 1990, Кишинёв) — советский и молдавский физик-теоретик, доктор физико-математических наук (1962), член-корреспондент Академии наук Молдавской ССР (1970), лауреат Государственной премии Молдавии.

## Биография

### Ранние годы
Родился в семье профессора филологии Киевского университета Евгения Исааковича Перлина (1893—1936), уроженца Умани, и его жены Ревекки Иосифовны (1894—1972). Отец поддерживал дружеские отношения, среди прочих, с пианистом Г. Г. Нейгаузом и поэтом Б. Л. Пастернаком, которые часто бывали в доме Перлиных. Юрий Перлин учился в киевской 45-й школе в одном классе с будущими главным конструктором радиоэлектронной техники Г. М. Кунявским, подводником доктором технических наук Л. А. Емельяновым, биологом А. З. Колчинской, филологом С. Я. Фрадкиной, физиком-теоретиком профессором М. Ф. Дейгеном. В 1936 году поступил на физическое отделение Киевского университета, но 23 марта того же года его отец был арестован в числе двенадцати профессоров Киевского университета, обвинён в участии в «правотроцкистско-меньшевистском блоке» и 22 октября расстрелян. Юрий с матерью, как члены семьи изменника Родины, были сосланы в Казахстан, в село Уил близ Актюбинска, где он преподавал физику в местной средней школе. В 1939 году ему было разрешено вернуться в Киев и продолжить учёбу в университете.
В 1941 году Ю. Е. Перлин по сокращённой программе окончил Саратовский государственный университет, куда в начале войны были переведены студенты старших курсов Киевского госуниверситета, и короткое время до мобилизации в армию работал учителем физики в городе Энгельсе. После мобилизации и окончания Ульяновского военного училища, готовившего связистов, служил в технических войсках командиром передатчика размещённой на трёх студебеккерах армейской радиостанции. Некоторое время радиостанция обслуживала представительство Польши в СССР и обслуживающий военный персонал служил в польской военной форме.
После демобилизации в октябре 1945 года Ю. E. Перлин работал учителем физики в киевской школе рабочей молодёжи, а с сентября 1946 года — по 1949 год учился в аспирантуре Института физики академии наук Украины у своего ровесника, академика АН Украины С. И. Пекара (1917—1985), защитившего докторскую диссертацию ещё перед войной. Вместе с Ю. Е. Перлиным в аспирантуре учились вернувшиеся из армии известные в будущем специалисты М. Ф. Дейген, К. Б. Толпыго и И. М. Дыкман.

### В Молдавии
После защиты кандидатской диссертации (17 января 1950 года) Ю. Е. Перлин был принят на работу старшим преподавателем кафедры экспериментальной физики Кишинёвского государственного университета. В 1952 году стал доцентом, а в октябре 1953 года возглавил созданную им кафедру теоретической физики, которой руководил на протяжении последующих 35 лет (до конца 1988 года). Преподавал также на физико-математическом факультете Кишинёвского государственного педагогического института им. Иона Крянгэ.
В 1959 году Ю. Е. Перлин был одним из создателей отдела теоретической физики Молдавской Академии наук, в 1961 году в Физико-техническом институте имени А. Ф. Иоффе в Ленинграде защитил докторскую диссертацию, в 1970 году стал членом-корреспондентом Академии наук Молдавской ССР. Работал также в отделе квантовой химии АН МССР. Член редколлегии журналов «Дефекты кристаллической решётки» (Великобритания) и «Материаловедение» (Польша).
Ю. Е. Перлин — создатель кишинёвской школы теоретической физики и физики твёрдого тела, среди его учеников — выпускников и сотрудников кафедры теоретической физики Кишинёвского государственного университета — академики И. Б. Берсукер, В. А. Коварский, С. А. Москаленко и В. А. Москаленко, член-корреспондент АН Молдовы Б. С. Цукерблат, заведующие кафедрами в различных вузах города А. Касьян, О. П. Дерид, М. Е. Маринчук, В. Я. Гамурарь, декан Кишинёвского политехнического университета И. И. Балмуш, профессора Е. П. Покатилов, Ю. С. Боярская, А. Б. Ройцин, Э. С. Парилис, П. И. Хаджи, А. И. Бобрышева (Шаранд), И. В. Белоусов, М. Е. Палистрант, Ш. Н. Гифейсман, Л. З. Кон, Ю. Б. Розенфельд, Б. Г. Вехтер, Э. П. Синявский, И. А. Чайковский, И. Я. Огурцов, А. А. Голуб, Н. Ф. Перельман, М. И. Белинский, М. Д. Каплан, В. З. Полингер, С. И. Клокишнер, Г. М. Шмелёв, , Б. П. Коварская, С. С. Руссу, Б. Г. Бляшов, А. Е. Маринчук и многие другие.
В конце 1940-х — начале 1950-х годов Ю. Е. Перлиным был получен ряд серьёзных результатов по теории поляронов, развитой в трудах его учителя С. И. Пекара. К середине 1950-х годов формируется основное направление научной деятельности Ю. Е. Перлина — теория электронно-колебательного взаимодействия в примесных центрах кристаллов. В 1960—1970-х годах Ю. Е. Перлин совместно со своим учеником Б. С. Цукерблатом внесли фундаментальный вклад в теорию многофонных процессов в примесных центрах малого радиуса. Полученные в работах Ю. Е. Перлина и его учеников результаты играют важную роль в расчётах кинетики излучательных и безызлучательных квантовых переходов в рабочих средах твердотельных лазеров. Существенный вклад внесен Ю. Е. Перлиным и его учениками в теорию эффекта Яна-Теллера, теорию электро- и магнитооптических эффектов. Под совместной редакцией Ю. Е. Перлина и М. Вагнера (Германия) была выпущена капитальная коллективная международная монография по эффекту Яна-Теллера (1984). Был редактором серии сборников научных статей «Труды по физике полупроводников», издаваемой Кишинёвским государственным университетом.

## Семья
Жена — Клара Борисовна Фейгина.
Сын — Евгений Юрьевич Перлин (род. 1947), доктор физико-математических наук, ведущий научный сотрудник Государственного оптического института им. С. И. Вавилова и заведующий научным отделом Центра «Информационные оптические технологии» в Санкт-Петербурге, профессор Санкт-Петербургского политехнического университета и Санкт-Петербургского государственного университета информационных технологий, механики и оптики.

## Труды
- Эффекты электронно-колебательного взаимодействия в оптических спектрах примесных парамагнитных ионов (с Б. С. Цукерблатом). Институт химии АН Молдавской ССР. Штиинца: Кишинёв, 1974.
- The Dynamical Jahn-Teller Effect in Localized Systems. Под редакцией Юрия Перлина и Макса Вагнера. Elsevier Science—North-Holland: Амстердам, 1984.
- Современные методы теории многофононных процессов (УФН, 1963)

## Галерея
- Отец — Евгений Исаакович Перлин
- Мать — Ревекка Иосифовна Перлина
- С внуками Виктором и Александром
- С женой Кларой Борисовной Фейгиной

## О нём
- Молдавская Советская энциклопедия, т. 5, 1975, с. 194.
- Г. Руснак. Профессора Молдавского Университета. Кишинев: Изд-во Кишиневского Университета, 2003.
- Ю. Колесник (гл. редактор). Кишинев: Энциклопедия. Кишинев: Изд-во «Музеум», 1997.